# Sierra Negra
La Sierra Negra es un volcán ubicado en Puebla, México, cerca del límite estatal con Veracruz. En su cumbre se localiza el Gran Telescopio Milimétrico Alfonso Serrano (GTM), el mayor radiotelescopio del mundo en su rango de frecuencia. Con sus 4580 metros sobre el nivel del mar, se trata de la quinta cima más alta del país. No obstante, por encontrarse adyacente al mucho más alto y famoso Pico de Orizaba o Citlaltépetl (5632 m s. n. m.), la Sierra Negra es frecuentemente pasada por alto y excluida de guías mexicanas de montañismo.

## Nombre
El nombre de sierra para referirse a montañas aisladas fue un fenómeno recurrente durante el México virreinal. Por ejemplo, algunas fuentes de época citan los nombres Sierra de Tlaxcala y Sierra de Tolocan para referirse a la Malinche y al Nevado de Toluca, respectivamente. El nombre de Sierra Negra probablemente se deba a una contraposición con Iztactépetl («montaña blanca»), que es el nombre que recibía localmente el Pico de Orizaba. Así, el nombre náhuatl Tliltépetl («montaña negra») es una etimología retrónima más o menos reciente. Los pueblos de las inmediaciones llamaban a la Sierra Negra Iztactépetl Icni («hermano de la montaña blanca») o Atlitzin («venerable señor del agua» o «nuestra señora del agüita»). El nombre Cerro La Negra, que el Instituto Nacional de Estadística y Geografía tiene por oficial, se encuentra en virtual desuso.
Sierra Negra de Puebla es también el nombre que recibe una subprovincia fisiográfica de la Sierra Madre del Sur, ubicada al este del valle de Tehuacán, en el límite entre Oaxaca, Puebla y Veracruz.

## Descripción
La Sierra Negra se encuentra entre los municipios poblanos de Chalchicomula de Sesma y Atzitzintla. Forma parte del Eje Neovolcánico de México, siendo la alta montaña más meridional de esta cordillera. También se encuentra dentro del parque nacional Pico de Orizaba. La cima del Pico de Orizaba, más de mil metros por encima de la de la Sierra Negra, está en línea recta a escasos 7 kilómetros al norte de esta. El collado que une a los dos volcanes, llamado Valle del Encuentro, baja hasta una altitud de 4020 m s. n. m.
Según estudios geológicos, la Sierra Negra es un estratovolcán muy antiguo, cuyo origen se remonta a unos 200 mil años. Como tal, es más antigua aún que el Pico de Orizaba e independiente de él, y no, como se ha considerado históricamente, un «apéndice» suyo. Como no ha tenido actividad volcánica en el Holoceno, se la considera un volcán extinto.
Como gran parte de las zonas serranas de México, la Sierra Negra se encuentra cubierta por un bosque subtropical de coníferas. Se trata de un bosque mixto con predominancia de pinos (Pinus spp., en especial P. pseudostrobus y P. hartwegii), encinos (Quercus spp.), ailes (Alnus jorullensis) y oyameles (Abies religiosa). Aquí crecen también diversas plantas suculentas de los géneros Echeveria y Sedum. Por encima de los 4150 m s. n. m., el bosque se disipa y abre paso al zacatonal. Estos ecosistemas sirven de hogar a la fauna local, consistente de coyotes (Canis latrans), venados (Odocoileus virginianus), cacomixtles (Bassariscus astutus), lagartijas espinosas o chintetes (Sceloporus grammicus), entre otros.

## Proyectos astronómicos

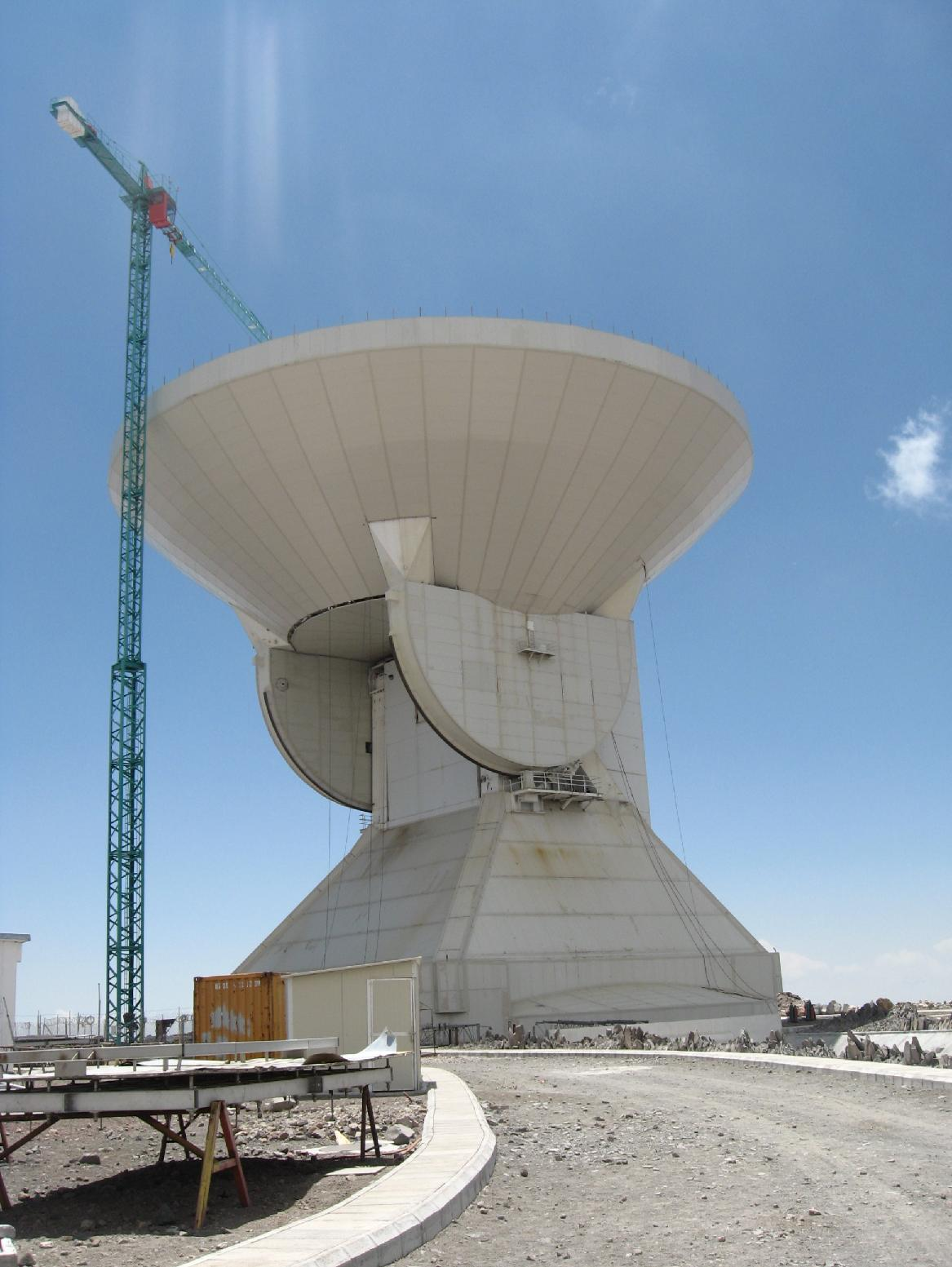
El Gran Telescopio Milimétrico Alfonso Serrano

En 1997 se aprobó la construcción del GTM en la cima de la Sierra Negra, un proyecto binacional entre el Instituto Nacional de Astrofísica, Óptica y Electrónica (INAOE) y la Universidad de Massachusetts Amherst. Para ello, se construyó una calle de acceso que se cita frecuentemente como la carretera más alta de Norteamérica. El GTM fue inaugurado en su primera etapa en noviembre de 2006, e inició operaciones en mayo de 2013.
La Sierra Negra también alberga el Observatorio Solar Mexicano de Gran Altura (OSOMEGA) de la Universidad Nacional Autónoma de México. Por las características climáticas y geográficas del lugar, se tienen proyectos para instalar otros instrumentos de medición y observación en la región de Ciudad Serdán. En julio de 2007, se anunció la construcción del Observatorio de Rayos Gamma HAWC, un observatorio astrofísico capaz de mapear dos tercios del cielo en rayos gamma y de monitorear permanentemente la actividad de fuentes celestes a menos de 45 grados del cenit. En septiembre del mismo año, fue anunciada la construcción del High Altitude Climate Observatory (observatorio climático a gran altitud). Será el primero de su tipo en México y monitoreará el mayor número de parámetros de los signos vitales del planeta, incluyendo la capa de ozono en la estratosfera, partículas suspendidas, gases invernadero y la radiación solar ultravioleta.

## Montañismo
Por la presencia del GTM, el acceso en vehículo a la cima de la Sierra Negra se encuentra restringido a partir de los 4000 m s. n. m. Para visitar las diversas instalaciones astronómicas, es necesario solicitar un permiso al INAOE. Pasando el control, puede accederse en vehículo hasta 20 metros antes de la cima, localizada a un costado del GTM. Por otro lado, el estacionamiento de la zona de acampar del Valle del Encuentro es de libre acceso. Desde ahí, puede tomarse la cresta para seguir el sendero nororiental. Para rutas más demandantes, existen senderos que parten de las localidades de Texmalaquilla (3100 m s. n. m., ruta sur) y San Isidro Canoas Altas (3050 m s. n. m., ruta oeste), que a pesar de su importante desnivel también se clasifican como rutas no técnicas.